# Sonny Greer

Sonny Greer, 1943

William Alexander „Sonny“ Greer (* 13. Dezember 1895 in Long Branch, New Jersey; † 23. März 1982) war ein US-amerikanischer Jazz-Schlagzeuger in der Band von Duke Ellington.

## Leben und Werk

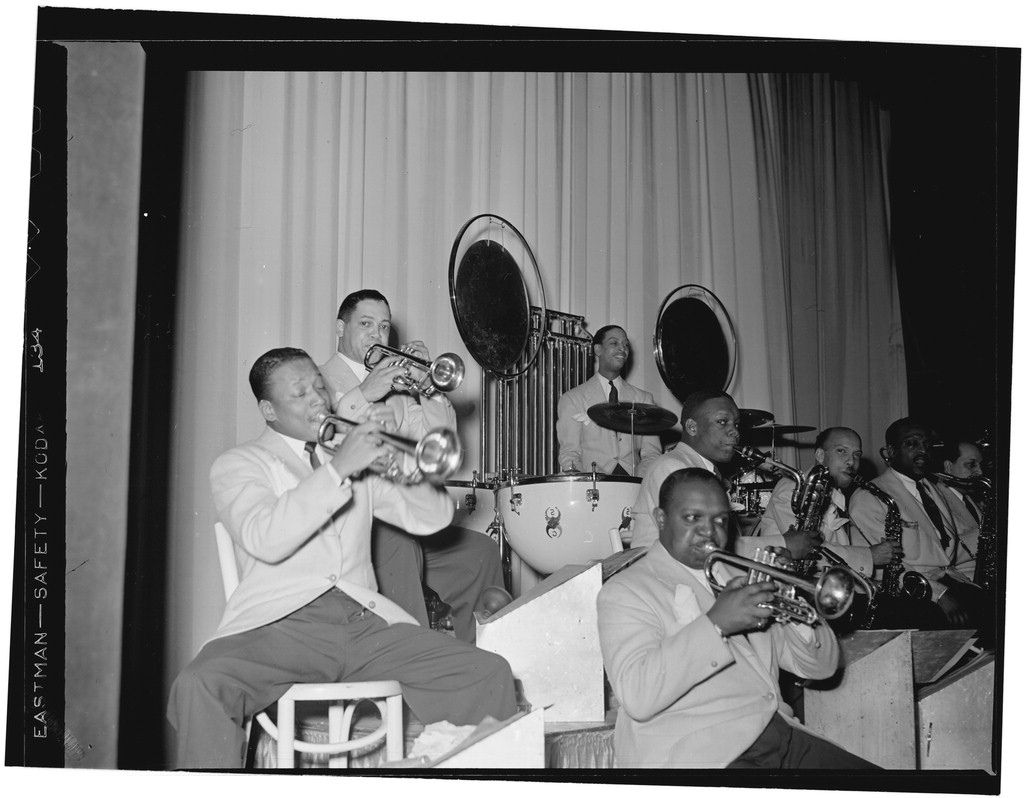
Barney Bigard, Ben Webster, Otto Hardwick, Harry Carney, Rex Stewart, Sonny Greer, Wallace Jones (?), Ray Nance.
Fotografie von William P. Gottlieb.

Greer spielte mit Elmer Snowden und in der Band des Howard Theatre in Washington, D.C., bevor er 1919 in Washington zu Duke Ellington stieß (seinen Washingtonians, einem Quintett), in dessen Orchester er dann mit Unterbrechungen bis 1951 spielte. Nur wenige Schallplatten sind mit Sonny Greer als Bandleader erschienen, doch war Ellington mit seinen Musikern bereit, seinen Schlagzeuger bei einer Session im Mai 1929 zu begleiten – wohl auch um den Musiker bekannter zu machen. Das dabei entstandene Stück „Saturday Night Function“, das sich im Titel auf die damals üblichen Rent-Partys bezieht, wurde im November 1933 ein Hiterfolg mit #14 in den Billboard Top 30.
Greer war lange der erste Schlagzeuger Ellingtons (und designte nebenbei auch Schlagzeuge für eine Firma in Indiana), war aber auch ein starker Trinker und passionierter Pool-Spieler, der bisweilen Teile seines umfangreichen Drum Sets beim Pfandleiher lassen musste. Als Ellington deshalb auf der Skandinavientour der Band 1950 einen zweiten Schlagzeuger engagierte, kam es zum Bruch. Greer arbeitete danach mit Johnny Hodges (1951), der wie er die Ellington Band damals verlassen hatte und eine kurze Zeit bestehende neue Band gründete, Henry Red Allen, Tyree Glenn sowie verschiedenen kleineren Formationen in New York City, z. B. im The Embers und im Metropole.
Ellington ließ aber auch nach der Trennung den Kontakt zu Greer nicht abreißen, ja er behielt ihn sogar noch in den 1970er Jahren auf der Gehaltsliste der Band. Er spielte zu dieser Zeit z. B. im Duo mit dem Pianisten Brooks Kerr (wobei sie Ellington Kompositionen spielten) und 1974 spielte er noch einmal auf den Tributes-Konzerten für Ellington. Greer zählte zwar nicht zu den bedeutenden Rhythmusmusikern seiner Zeit (in der Ellington Band war Duke Ellington selber das beste Mitglied der Rhythm-Group); sein langes Engagement bei Duke Ellington gründet sich aber, neben der Treue, die Ellington seinen frühesten Bandmitgliedern erwies, in seinen ungewöhnlichen technischen Fähigkeiten und in den verschiedenen variablen Klangeffekten, die Greer für die unterschiedlichen Arrangements beherrschte, insbesondere für den Dschungel-Sound (für den er sich zusätzlich großer Gongs, Tympani und eines Vibraphons bediente).